# Hainewalde
Hainewalde – miejscowość i gmina w Niemczech, w kraju związkowym Saksonia, w okręgu administracyjnym Drezno, w powiecie Görlitz, wchodzi w skład wspólnoty administracyjnej Großschönau-Hainewalde, do 31 lipca 2008 w powiecie Löbau-Zittau, leży niedaleko granicy niemiecko-czeskiej.

## Historia
Najstarsza znana wzmianka o miejscowości pochodzi z 1326, gdy wraz z pobliską Żytawą leżała w granicach piastowskiego księstwa jaworskiego, jednego z polskich księstw dzielnicowych powstałych na Dolnym Śląsku, po czym w 1346 przeszła we władanie Królestwa Czech, których częścią pozostawała do 1635, gdy na mocy pokoju praskiego przeszła do Saksonii, trafiając w efekcie we władanie królów Polski Augusta II i Augusta III w latach 1697–1763 i Niemiec od 1871.

## Zabytki
- Stary Zamek (Zamek na wodzie)
- Nowy Zamek
- kościół
- barokowa kaplica grobowa rodziny Kanitz-Kyaw na cmentarzu przykościelnym

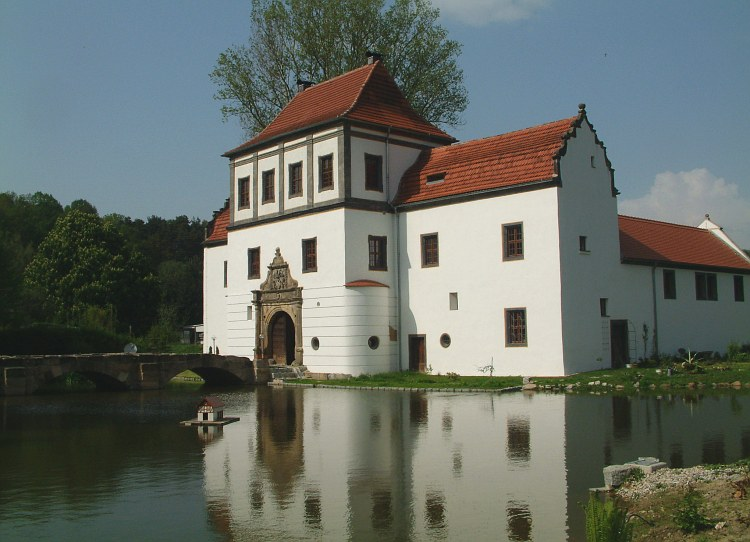
Zamek na wodzie
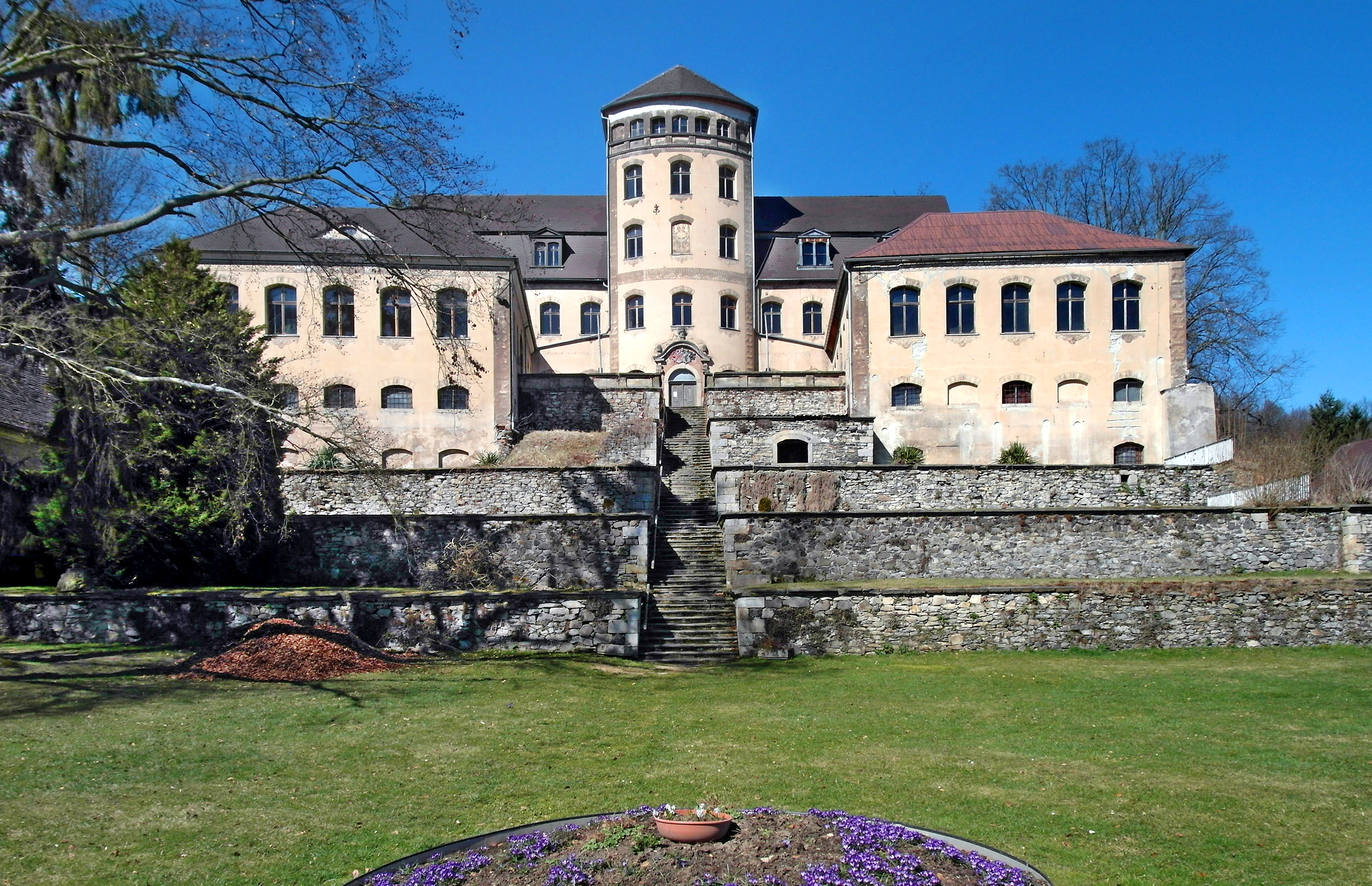
Nowy Zamek
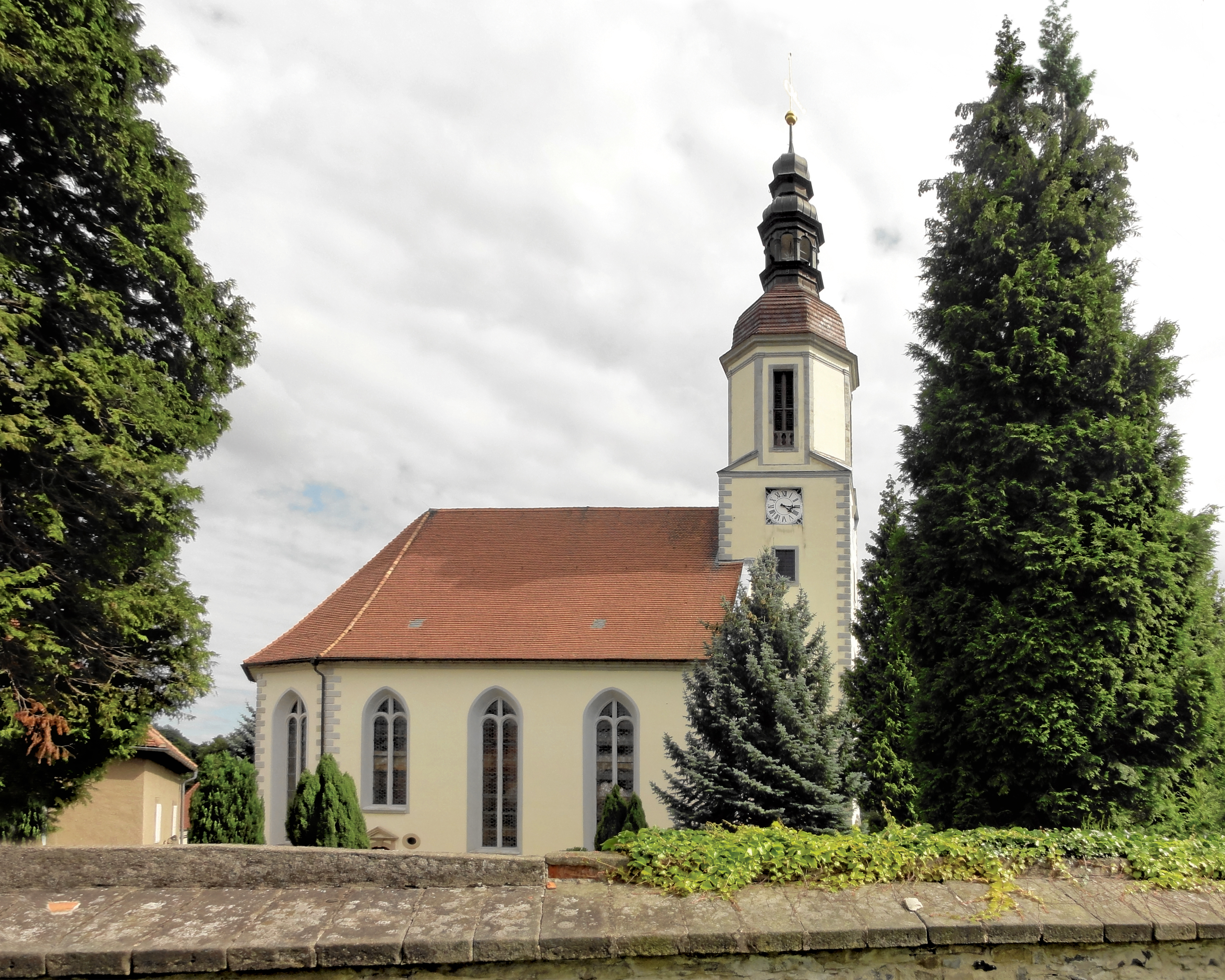
Kościół
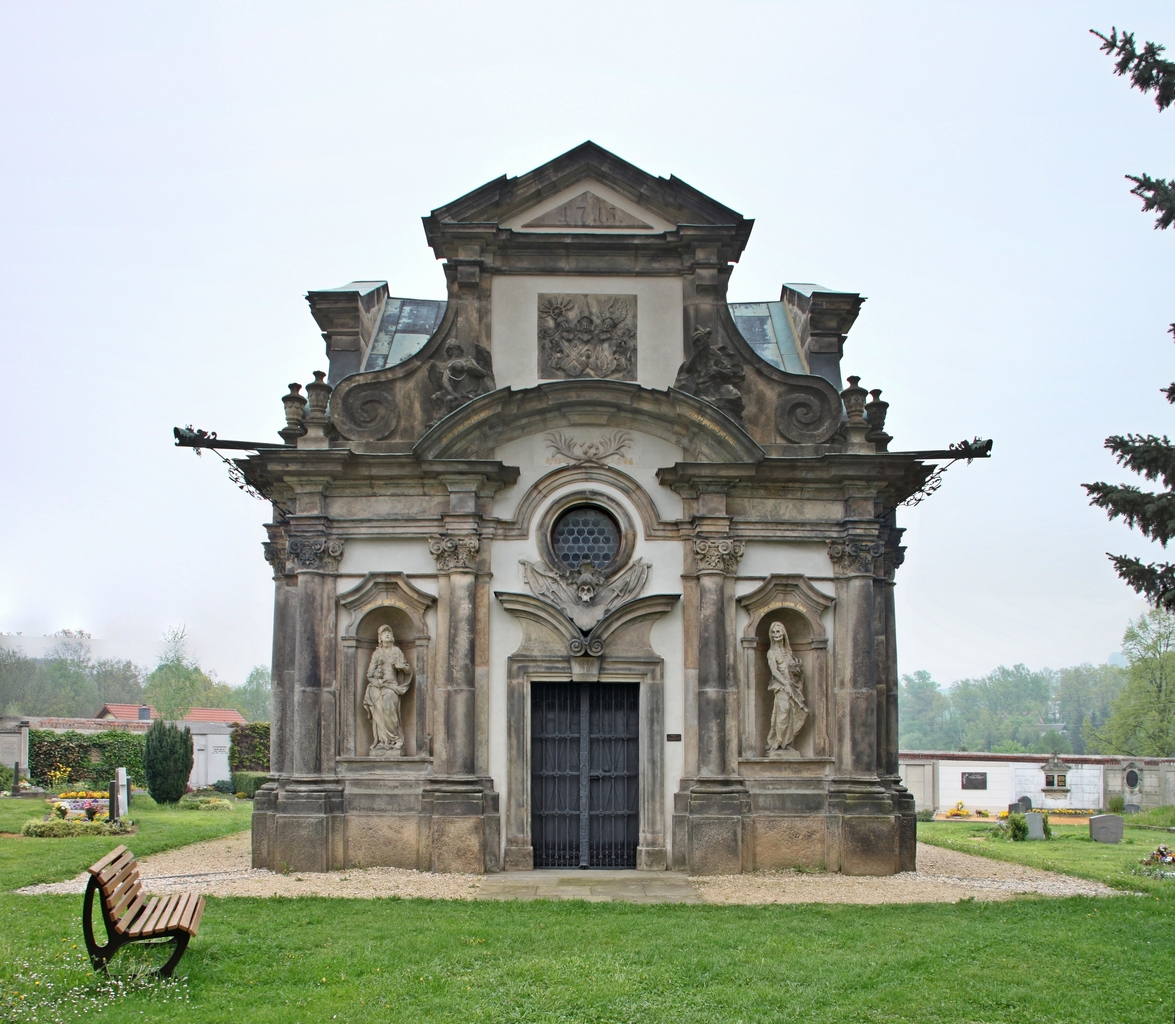
Kaplica grobowa